# Музей города Осло
Музей города Осло (норв. Oslo Bymuseum) — городской музей, расположенный в парке Вигеланна (район Фрогнер, Осло). Основан 22 декабря 1905 года при участии норвежского архитектора Фритца Холланда, а позднее объединил в себе три музея: Музей города Осло, Театральный музей (англ. Oslo Theatre Museum) и Межкультурный музей Осло (англ. Intercultural Museum) . Музей занимает особняк XVIII века, сохранивший исторические интерьеры.
Экспозиция музея включает экспонаты, рассказывающие о 1000-летней истории города, модели, воспроизводящие внешний облик города в разные периоды его развития. Среди экспонатов также произведения искусства, в частности более 1000 живописных работ и 6000 иных произведений.
В музее функционирует крупнейшая в стране библиотека, в которой собраны документальные материалы об истории города, а также муниципалитета Акер (англ. Aker).